# Xã Cliquot, Quận Polk, Missouri
Xã Cliquot (tiếng Anh: Cliquot Township) là một xã thuộc quận Polk, tiểu bang Missouri, Hoa Kỳ. Năm 2010, dân số của xã này là 572 người.